# Külekçi, Çayıralan
Külekçi là một xã thuộc huyện Çayıralan, tỉnh Yozgat, Thổ Nhĩ Kỳ. Dân số thời điểm năm 2010 là 359 người.